# Jack Pronk
Jacobus Thomas (Jack) Pronk (Broek op Langedijk, 15 september 1963) is een Nederlands microbioloog en hoogleraar aan de Technische Universiteit Delft. In 2019 ontving hij de Stevinpremie, een van de grootste onderscheidingen in de Nederlandse wetenschap, voor zijn werk in het verbinden van fundamentele wetenschappelijke kennis op het gebied van gisten en schimmels met commerciële toepassingen in de biotechnologische industrie. Tevens werd hij in 2020 benoemd tot lid van de Koninklijke Nederlandse Akademie van Wetenschappen (KNAW).

## Leven en werk
Jack Pronk behaalde zijn doctoraal biologie cum laude in 1986 aan de Universiteit Leiden en promoveerde in 1991 aan de TU Delft in microbiologie. In 1999 werd hij hoogleraar Industriële Microbiologie aan de TU Delft  Tussen 2002 en 2014 leidde hij het Kluyver Centre for Genomics of Industrial Fermentation, een nationaal centrum voor onderzoek in de industriële biotechnologie. Dit was een samenwerkingsverband tussen zeven Nederlandse universiteiten. Sinds juni 2019 is hij ook afdelingsvoorzitter van de afdeling Biotechnologie aan de TU Delft.
Jack heeft meer dan 250 artikelen op zijn naam en is daarnaast (co)-uitvinder op 16 patenten in de VS en 56 patenten in andere landen. Hij werkt samen met vooruitstrevende biotechnologie bedrijven. Verschillende uitvindingen van zijn team worden ingezet in de grootschalige productie van bio-ethanol en andere chemicaliën.
Zijn onderzoek focust op de industriële microbiologie, specifiek in de prestaties van microben, (m.n. bakkersgist), in verscheidene industriële processen van bierfermentatie tot de productie van bio-ethanol. Samen met zijn team gebruikt hij hiervoor de laatste technieken zoals ‘metabolic engineering’, ‘evolutionary engineering’ en ‘genomics’ om microbiële biotechnologie beter te begrijpen, in te zetten en te verbeteren.
Naast zijn onderzoek geeft Jack ook les in de Delft/Leidse Bachelor opleiding Life Science & Technology, die hij in 1999 heeft helpen oprichten. Deze opleiding trekt jaarlijks meer dan 150 eerstejaars studenten en Jack geeft elk jaar een belangrijk deel van het bachelor onderwijs.

## Onderscheidingen
- 1999: Antoni van Leeuwenhoek professor[7]
- 2007: Bachiene Prijs[8]
- 2009: Dow Energie Prijs[9]
- 2014: Docent van het jaar, Faculteit Technische Natuurwetenschappen, TU Delft[5]
- 2015: Leermeesterprijs, TU Delft Universiteitsfonds[5]
- 2015: Elected Fellow, American Academy of Microbiology[10]
- 2016: ERC Advanced Grant[11]
- 2016: Docent van het jaar, Opleiding Life Science & Technology[7]
- 2018: Zilveren Zandloper voor onderwijs, Nederlandse Biotechnologie Vereniging[5]
- 2018: International Metabolic Engineering Award[12]
- 2019: Stevinpremie[1]

- NARCIS: PRS1240824
- Nederlandse Thesaurus van Auteursnamen: 08817848X
- ORCID: 0000-0002-5617-4611
- Virtual International Authority File: 281492001
- WorldCat: E39PBJxGV3VXbD8mkdbrwRWv73